# Kanton Créances
Kanton Créances (fr. Canton de Créances) je kanton v departementu Manche v regionu Normandie ve Francii. Při reformě kantonů v roce 2014 byl vytvořen seskupením 32 obcí. V květnu 2016 ho tvořilo 20 obcí (vzhledem k procesu slučování některých obcí).

## Obce kantonu
- Bretteville-sur-Ay
- Canville-la-Rocque
- Créances
- Denneville
- Doville
- La Feuillie
- La Haye [p 1]
- Laulne
- Lessay [p 2]
- Montsenelle [p 3]
- Millières
- Neufmesnil
- Pirou
- Le Plessis-Lastelle
- Saint-Germain-sur-Ay
- Saint-Nicolas-de-Pierrepont
- Saint-Patrice-de-Claids
- Saint-Sauveur-de-Pierrepont
- Varenguebec
- Vesly